# The English Review
The English Review est une revue littéraire britannique publiée de 1908 à 1937 à Londres.

## Historique
Le magazine The English Review  est fondé en 1908 par Ford Madox Ford (connu à cette époque sous son nom d'état civil de Hueffer) « indigné qu'il n'y ait aucun journal en Angleterre pour imprimer une poésie de Thomas Hardy ». Publiée en décembre 1908, la première édition présentait des œuvres originales de Thomas Hardy, Henry James, Joseph Conrad, John Galsworthy, W. H. Hudson et H. G. Wells.
Hueffer maintient ce niveau de qualité dans ses publications ultérieures. Il a édité les premiers travaux d'Ezra Pound, D. H. Lawrence et Wyndham Lewis. Pourtant malgré sa qualité littéraire, la nouvelle entreprise ne fut pas un succès financier. Publié comme un magazine mensuel d'environ 175 pages et vendu une demi-couronne, The English Review n'a pas dépassé 1000 exemplaires pendant la direction éditoriale d'Hueffer.
Après le départ de Hueffer, Alfred Mond nomme Austin Harrison directeur. Celui-ci maintient la grande qualité de ses collaborateurs et inclut des auteurs féminins et étrangers. Continuant d'imprimer Conrad, Lawrence et Wells, il édite aussi des auteurs comme Sherwood Anderson, Anton Tchekhov, Hermann Hesse, Aldous Huxley, Katherine Mansfield, Bertrand Russell, G. B. Shaw, Ivan Tourgueniev, et William Butler Yeats.
Harrison a été critiqué pour son attitude permissive face à la sexualité quand il a publié des travaux d'auteurs, comme Frank Harris, condamnés dans les pages d'autres journaux. Une telle notoriété a stimulé la vente, tout comme la réduction du prix du magazine à un shilling. Avant 1915, le magazine était devenu rentable au point que Harrison l'a racheté à Mond, devenant à la fois le propriétaire et le rédacteur. 
Après la Première guerre mondiale, le tirage commence à baisser. Harrison a vendu The English Review en 1923, mais les éditeurs suivants ont suivi une ligne plus conservatrice et moins littéraire. En 1937, le magazine a été absorbé par The National Review.